# Mesalazina
Mesalazina es un fármaco de la familia de los salicilatos que presenta propiedades antiinflamatorias características, lo que le hace muy utilizado en procesos inflamatorios intestinales.
Químicamente es el ácido 5 aminosalicílico, motivo por el cual se le conoce también con el anagrama de 5-ASA.

## Farmacocinética

### Vías de administración (formas de uso)
- Vía oral: comprimidos, cápsulas de liberación retardada, Gránulos de liberación retardada

- Vía rectal: supositorios, Espuma rectal, suspensión rectal o enemas.

### Absorción
Los niveles máximos en plasma con las formas de liberación retardada se obtienen a las 5 horas de la ingesta. La recuperación en orina (44 %) y en heces (35 %) indica que el 5-ASA está disponible para su acción local y sistémica. En ayunas, el pico de concentración plasmática se obtuvo a las 6 horas de su administración.
La vía rectal (supositorios) presenta una biodisponibilidad del 13%, siendo menor en su uso como espuma, ya que está concebida para liberar mesalazina directamente en el lugar de la acción propuesto, es decir, colon y recto, siendo bajos los niveles de exposición sistémica. En este sentido, aproximadamente el 27 % de la dosis administrada se dispersa hasta el colon descendente 4 horas después de la administración rectal.

### Distribución
La semivida de eliminación para la fracción absorbida de mesalazina es de unas 5 horas.

### Metabolismo y metabolitos
El principal mecanismo de inactivación de la mesalazina es la acetilación, proceso que ocurre en el hígado y en la pared del colon, independientemente del estado del acetilador. El metabolito obtenido es el N-acetil 5 ASA, sustancia que tiene efecto terapéutico. Parece que el proceso de acetilación es saturable; sin embargo, a dosis terapéuticas ni la concentración plasmática máxima, ni el área bajo la curva de concentración plasmática frente al tiempo para 5-ASA mostraron ninguna desviación de la linealidad de la dosis en estado de equilibrio.

### Excreción
Tras la administración oral, el 5-ASA se elimina en un alto porcentaje como N-acetil 5 ASA, tanto en orina como en heces. De hecho más del 90% del fármaco detectado en la orina está en forma de metabolito. Después de la administración rectal, el 5-ASA se elimina principalmente inalterado en las heces.

## Farmacodinámica

### Mecanismo de acción
Aunque se desconoce el mecanismo de la acción antiinflamatoria del 5-ASA se esgrimen varias posibilidades:
- Inhibición de la síntesis de prostaglandinas (vía inhibición de la ciclooxigenasa), reduciendo la producción de prostaglandinas inflamatorias.
- Inhibición de la síntesis de leucotrienos quimiotácticos (vía inhibición de la lipooxigenasa), reduciendo por tanto la inflamación.
- Inhibición de la quimiotaxis de macrófagos y neutrófilos en el tejido inflamado, evitando la progresión de la inflamación.

Los datos más recientes sugieren que el 5-ASA es un antioxidante biológico y que su actividad está basada en la captación de radicales libres del oxígeno. En esta actividad, el 5-ASA se diferencia de la sulfasalazina, sulfapiridina, N-acetil-5-ASA (Ac-5-ASA) y otros salicilatos.

### Efectos
El efecto final de la mesalazina es una actividad antiinflamatoria potente

### Interacciones
| Fármacos que interaccionan con Mesalazina. | |
| Fármaco.                                   | Resultados de la interacción.                                                                              |
| Anticoagulantes cumarínicos (warfarina)    | Potencia el efecto anticoagulante.                                                                         |
| Sulfonilureas                              | Potencia el efecto hipoglucemiante.                                                                        |
| Furosemida                                 | Aumenta el riesgo de toxicidad renal.                                                                      |
| Probenecid y sulfinpirazona                | Antagoniza los efectos uricosúricos.                                                                       |
| Espironolactona                            | Disminuye el efecto natriurético.                                                                          |
| Metotrexato                                | Retrasar la excreción del metotrexato, aumentando su biodisponibilidad y por tanto el riesgo de toxicidad. |
| Laxantes                                   | Disminuyen la biodisponibilidad de la mesalazina.                                                          |

## Uso clínico

### Indicaciones
- Tratamiento de la fase aguda de la colitis ulcerosa leve a moderada.
- Tratamiento de mantenimiento de la remisión de la colitis ulcerosa (incluyendo pacientes que no toleran la salazopirina).
- Tratamiento de la fase aguda de la enfermedad de Crohn y de mantenimiento de la remisión de la enfermedad de Crohn.
- En su forma rectal está indicada en el tratamiento de la fase aguda de la proctitis y proctosigmoiditis y para el tratamiento de mantenimiento.

### Efectos adversos
Para la valoración de las reacciones adversas (RAM) se tendrán en cuenta los criterios de la CIOSM.
| Reacciones adversas a mesalazina |                  |                                                                                                |
| Sistema implicado.               | Grupo CIOSM.     | Tipo de reacción.                                                                              |
| Sistema gastrointestinal         | Frecuentes.      | Tumefacción y dolor abdominal.                                                                 |
| Sistema gastrointestinal         | Poco frecuentes. | Náuseas, dolor abdominal, diarrea.                                                             |
| Sistema gastrointestinal         | Raros.           | Pancreatitis                                                                                   |
| Sistema nervioso central.        | Raros            | Cefalea, neuropatía.                                                                           |
| Piel y anejos                    | Infrecuentes     | Eritema, prurito y urticaria, irritación local (uso rectal).                                   |
| Sistema genitourinario           | Raros            | Nefritis intersticial aguda y crónica, insuficiencia renal.                                    |
| Alteraciones analíticas          | Raras            | Elevaciones de las enzimas hepáticas, leucopenia, neutropenia, trombocitopenia.                |
| Otros                            | Raros            | Fiebre, mialgia, artralgia, alveolitis, miocarditis, pericarditis, hepatitis, anemia aplásica. |

### Contraindicaciones
- Antecedentes de hipersensibilidad a los salicilatos o a la sulfasalazina.
- Hipersensibilidad a alguno de los excipientes de las presentaciones comerciales, especialmente metabisulfito de sodio y parabenos.
- Úlcera duodenal o gástrica
- Diátesis hemorrágica.
- Pacientes con insuficiencia hepática o renal grave: Especial control.

### Presentaciones
- Comprimidos de 500 mg, 800 mg, 1 gr. y 1.2 gr.
- [Gránulos de liberación prolongada] 500 mg, 1 gr, 1.5 gr, 2 gr y 3 gr.
- Supositorios de 500 mg y 1 gr.
- Espuma rectal de 1 gr.
- Suspensión rectal o enemas de 1 gr y 4 gr.